# Campanula carpatha
Campanula carpatha är en klockväxtart som beskrevs av Eugen von Halácsy. Campanula carpatha ingår i släktet blåklockor, och familjen klockväxter. Inga underarter finns listade i Catalogue of Life.